# Zach Watkins
Zach Watkins (Independence, 31 gennaio 1987) è un ex giocatore di football americano e allenatore di football americano statunitense, che ha giocato come linebacker.
Dopo aver giocato per una squadra universitaria avvia una carriera da allenatore di squadre di college.

## Palmarès
- 1 Mondiale (2011)